# Juan Aísa
Juan Aísa Blanco (Madrid, 4. ožujka 1971.) je bivši španjolski košarkaš i španjolski kadetski reprezentativac. Igrao je na mjestu beka. Visine je 194 cm. Igrao je u Euroligi sezone 1998./99. za francuski Pau Orthez iz Paua.